# Mathias Sommerhielm
Mathias Otto Leth Sommerhielm (født 22. august 1764 i Kolding, død 15. november 1827 i Stockholm) var en dansk-norsk advokat, som var Norges statsminister.
Sommerhielm tog juridisk embedseksamen ved Københavns Universitet i 1782. Han blev prokurator i samme by i 1786. 1789-1797 var han assessor i den norske Overhoffret. I 1791 giftede han sig for første gang med Frederikke Dorothea Sehested. I 1797 blev Overhoffretten ophævet, samme år blev Sommerhielm enkemand. Fra 1797 til 1801 var han assessor ved Akershus Stiftsoverret. I 1800 giftede han sig for anden gang, denne gang med Henriette Hermine Fugleberg. I 1801 blev han generalauditør i Norge. I denne egenskab var han med på at få Torkild Gåsdelen dødsdømt og henrettet i 1803.
Fra 1810 til 1814 var han amtmand i Østfold. Fra 1814 var Sommerhielm medlem af den norske regering, i perioder som justitsminister, og repræsenterede et svensk-venlig og konge-venlig element i denne. I 1819 blev han enkemand for anden gang. Fra juli 1822 frem til sin død var han norsk statsminister i Stockholm. I 1823 giftede han sig for tredje gang med grevinde Christine Marie Lewenhaupt.